# Harlequin (album Lady Gagi)
Harlequin – album koncepcyjny amerykańskiej piosenkarki i autorki tekstów Lady Gagi, wydany 27 września 2024 roku nakładem wytwórni Interscope (w Polsce Universal Music Polska). Zawiera 11 przearanżowanych utworów z amerykańskiego thrillera muzycznego Joker: Folie à deux, w którym piosenkarka wciela się w postać Harley Quinn z DC.
Album, opisywany przez Gagę jako „vintage pop”, składa się z 11 przearanżowanych piosenek ze ścieżki dźwiękowej filmu, oraz dwóch oryginalnych piosenek.
Na tylnej okładce albumu znajduje się fotografia zagraconej sypialni, w której na ścianie wisi obraz Stańczyk polskiego malarza Jana Matejki z 1862 roku.

## Lista utworów
| Nr  | Tytuł utworu                     | Autorzy                                                             | Produkcja                              | Długość |
| --- | -------------------------------- | ------------------------------------------------------------------- | -------------------------------------- | ------- |
| 1.  | „Good Morning”                   | Nacio Herb Brown,Arthur Freed, Stefani Germanotta, Michael Polansky | Lady Gaga, Benjamin Rice               | 2:47    |
| 2.  | „Get Happy (2024)”               | Harold Arlen, Ted Koehler, Germanotta, Polansky                     | Lady Gaga, Benjamin Rice               | 3:12    |
| 3.  | „Oh, When the Saints”            | Traditional, Germanotta, Polansky                                   | Lady Gaga, Benjamin Rice               | 3:43    |
| 4.  | „World on a String”              |                                                                     | Lady Gaga, Benjamin Rice               | 2:37    |
| 5.  | „If My Friends Could See Me Now” | Arlen, Koehler                                                      | Lady Gaga, Benjamin Rice               | 2:44    |
| 6.  | „That's Entertainment”           | Cy Coleman, Dorothy Fields, Germanotta, Polansky                    | Lady Gaga, Benjamin Rice               | 4:10    |
| 7.  | „Smile”                          | Arthur Schwartz                                                     | Lady Gaga, Benjamin Rice               | 3:42    |
| 8.  | „The Joker”                      | Charlie Chaplin, John Turner, Geoffrey Parsons                      | Lady Gaga, Benjamin Rice               | 2:52    |
| 9.  | „Folie à deux”                   | Germanotta                                                          | Lady Gaga, Benjamin Rice               | 3:00    |
| 10. | „Gonna Build a Mountain”         | Bricusse, Newley                                                    | Lady Gaga, Benjamin Rice               | 2:52    |
| 11. | „Close to You”                   | Burt Bacharach, Hal David                                           | Lady Gaga, Benjamin Rice               | 2:44    |
| 12. | „Happy Mistake”                  | Germanotta, Michael Tucker                                          | Lady Gaga, BloodPop, Benjamin Rice     | 4:08    |
| 13. | „That's Life”                    | Dean Kay, Kelly Gordon                                              | Lady Gaga, David Campbell, Jason Ruder | 3:04    |
|     |                                  |                                                                     |                                        | 41:35   |

## Notowania
| Lista przebojów (2024)                    | Najwyższa pozycja |
| ----------------------------------------- | ----------------- |
| Australia (ARIA Charts)                   | 40                |
| Austria (Ö3 Austria Top 40)               | 17                |
| Belgia (Ultratop Flandria)                | 65                |
| Belgia (Ultratop Walonia)                 | 44                |
| Finlandia (Suomen virallinen lista)       | 43                |
| Francja (SNEP)                            | 52                |
| Hiszpania (PROMUSICAE)                    | 50                |
| Holandia (MegaCharts)                     | 71                |
| Irlandia (IRMA)                           | 84                |
| Japonia Digital Albums (Oricon)           | 37                |
| Japonia Download Albums (Billboard Japan) | 34                |
| Kanada (Billboard Canadian Albums)        | 66                |
| Litwa (AGATA)                             | 69                |
| Niemcy (Media Control Charts)             | 63                |
| Nowa Zelandia (Recorded Music NZ)         | 28                |
| Polska OLiS (ZPAV)                        | 13                |
| Portugalia (AFP)                          | 44                |
| Stany Zjednoczone (Billboard 200)         | 20                |
| Stany Zjednoczone (Top Jazz Albums)       | 1                 |
| Szwajcaria (Alben Top 100)                | 12                |
| Wielka Brytania (OCC)                     | 11                |
| Włochy (FIMI)                             | 72                |